# Алчевськ
Алче́вськ (МФА: [ɐɫˈt͡ʃɛu̯sʲk] ( прослухати)) — місто в Україні, адміністративний центр однойменного району та міської громади Луганської області, великий промисловий центр. З 2014 року місто тимчасово окуповане Росією.
В Алчевську виготовлялася до російсько-української війни чверть промислової продукції Луганської області. Основа промислової могутності міста — Алчевський металургійний комбінат та Алчевський коксохімічний завод.

## Назва
З часу заснування, з 1895 року, назва поселення змінювалася декілька разів. Первинна назва Юр'ївка була змінена у 1903 році на Алчевськ, після загибелі засновника, купця Олексія Алчевського.
У 1931 році назву змінено на Ворошиловськ — до 50-річного ювілею радянського діяча Климента Ворошилова, який працював на заводі ДЮМТ. У 1932 році поселення набуло статусу міста.
У 1961 році місто перейменовано на Металогірськ, проте вже з 30 грудня 1961 року отримало нову назву — Комунарськ, яка проіснувала до 1991 року, а також було перейменовано і залізничну станцію на Комунарськ.

Пам'ятник засновнику міста Олексію Алчевському біля металургійного комбінату

Після проголошення Україною незалежності, на міському референдумі, який відбувся 1 грудня 1991 року, мешканці міста повернули назву «Алчевськ» на честь засновника — купця, українського патріота і громадського діяча Олексія Алчевського, але залізничну станцію Комунарськ тоді не було перейменовано. Лише 17 січня 2025 року постановою Кабінету Міністрів України станція перейменована на Алчевськ.

## Історія
Як робітниче селище Алчевськ винило у середині 1890-х років XIX століття завдяки будівництву біля залізничної станції Юр'ївка Катерининської залізниці (нині станція Алчевськ) металургійного заводу Донецько-Юріївського металургійного товариства (ДЮМТ), який об'єднав селища Василівку та Жилівку. У Василівці був розташований православний храм побудований ще на початку XIX століття.

Свято-Георгіївський храм

### Заснування
Засновником Донецько-Юріївського заводу (нині — Алчевський металургійний комбінат), як і акціонерного товариства ДЮМТ, був український промисловець й банкір, купець першої гільдії Олексій Алчевський. Заснований ним завод ДЮМТ був на той час єдиним в Україні металургійним підприємством, який побудованим на вітчизняні капітали.
На початку XX століття, під час гострої економічної кризи, не витримавши конкуренції з пануючими на Донбасі іноземними компаніями, і, отримавши відмову від царського уряду на прохання про кредит, Олексій Алчевський 7 травня 1901 року кинувся під поїзд на Царськосельському вокзалі в Петербурзі. Однак чимало дослідників схиляються до думки, що це було замовне вбивство. Знецінені після загибелі Алчевського акції ДЮМТ зосередилися в руках франко-бельгійських компаній.
У 1903 році, в пам'ять про засновника заводу ДЮМТ, станція Юр'ївка за клопотанням російських промисловців була перейменована в Алчевське. Від однойменної станції отримало назву і заводське селище, яке у 1902 році набуло статусу міста.
Населення міста складалося переважно з робітників металургійного заводу — місцевих і приїжджих. Це були фахівці-іноземці (німці, французи, бельгійці), кваліфіковані робітники-металурги, запрошені з Юзовського, Брянського (м. Дніпро) та інших заводів, і безземельні селяни із прилеглих губерній.
У 1913 році житловий фонд Алчевська склав 38 тис. м². Це були приватні будинки, у тому числі хати-мазанки і «казенні» (заводські). З 5135 робітників заводу ДЮМТ 3000 осіб мешкали у бараках, 540 — у казармах і приблизно 1600 — у 270 кам'яних так званих «сімейних будинках».
Рівень грамотності населення в Алчевську на початку XX століття був невисоким. До будівництва металургійного заводу в цій місцевості працювала лише одна невелика церковно-приходська школа у Василівці. Згодом була відкрита заводська школа на 700 учнів з 19-ма вчителями. У 1910 році відкриті Василівська земська школа та приватне Алмазно-Юр'ївське комерційне (середнє) училище, в якому навчалося 190 учнів.
У 1913—1917 роках в Свято-Миколаївській церкві села Василівки Слов'яносербського повіту (нині —  частина Алчевська) служив священником  Тимофій Драгожинський.
До культурних закладів у заводському селищі належали: приватний цирк, де виступали циркові та театральні трупи]], кінематограф, так званий «літній театр», кегельбан і навіть казино.
Робітники Алчевська брали активну участь у революції 1905—1907 років, але повстання зазнало поразки.

### Українська революція
У 1917—1920 роках влада в Алчевську змінювалася неодноразово.
26 квітня 1918 року до міста увійшли війська Української Народної Республіки, у грудні 1918 року — донські козаки під проводом генерала Петра Краснова, влітку 1919 року — денікінці (так названні «білі»). У проміжках між ними владу брали більшовики. 26 грудня 1919 року в місті на тривалий час була встановлена радянська окупація.

### Радянська окупація
На початку XX століття, після окупації більшовиками, почався голодомор в Україні, що зачепив також і Луганську область. Це мало негативний вплив на чисельність населення та етнічний склад міста.
З переходом до нової економічної політики, коли не було коштів на відновлення зруйнованих великих підприємств, Донецько-Юр'ївський завод став державним. 3 травня 1923 року був тимчасово законсервований. Це також вплинуло на скорочення населення: наприкінці 1923 року в Алчевську залишалося лише 8000 жителів.
Під час та після індустріалізації в місто та сусідні селища направляли людей з різних регіонів СРСР.
У 1925 році було прийнято рішення про зняття металургійного заводу з консервації і на початку 1926 року почала відновлюватися одна з доменних печей (доменний цех простояв ще з 1918 року — з часу німецької окупації), а незабаром почалося спорудження нових доменних печей та інших об'єктів. Великою подією в житті міста було будівництво коксохімічного заводу, який запрацював у 1929 році.
Разом із підприємствами розбудовувалося й місто. Якщо у 1926 році чисельність населення складало 16 тис. осіб, то вже у 1939 році досягло 55 тис. осіб.
З 1932 року почалося будівництво багатоповерхових будинків, прокладені водопровід та каналізація. Міський житловий фонд перевищив у 1940 році 160 тис. м². Місто озеленювалося, площа зелених насаджень досягла 200 га.
У 1938 році до міста було приєднано селище імені Паризької Комуни, яке перебувало у складі Комунарська, незабаром отримало назву Перевальськ та стало на нетривалий час адміністративним центром Перевальського району.

#### Друга світова війна
З початком німецько-радянської війни підприємства міста перебудували роботу на військовий лад. Обладнання металургійного та коксохімічного заводів, у зв'язку з небезпекою захоплення міста німцями, було вивезено на Урал, до Кузбасу і Узбекистану. 12 липня 1942 року Алчевськ окупували німецько-фашистські війська майже на 14 місяців.
15 листопада 1942 року в місті почали формувати козацьке Кавалерійське з'єднання фон Паннвіца Вермахту. Лише 2 вересня 1943 року радянська армія звільнила місто від німецьких загарбників.

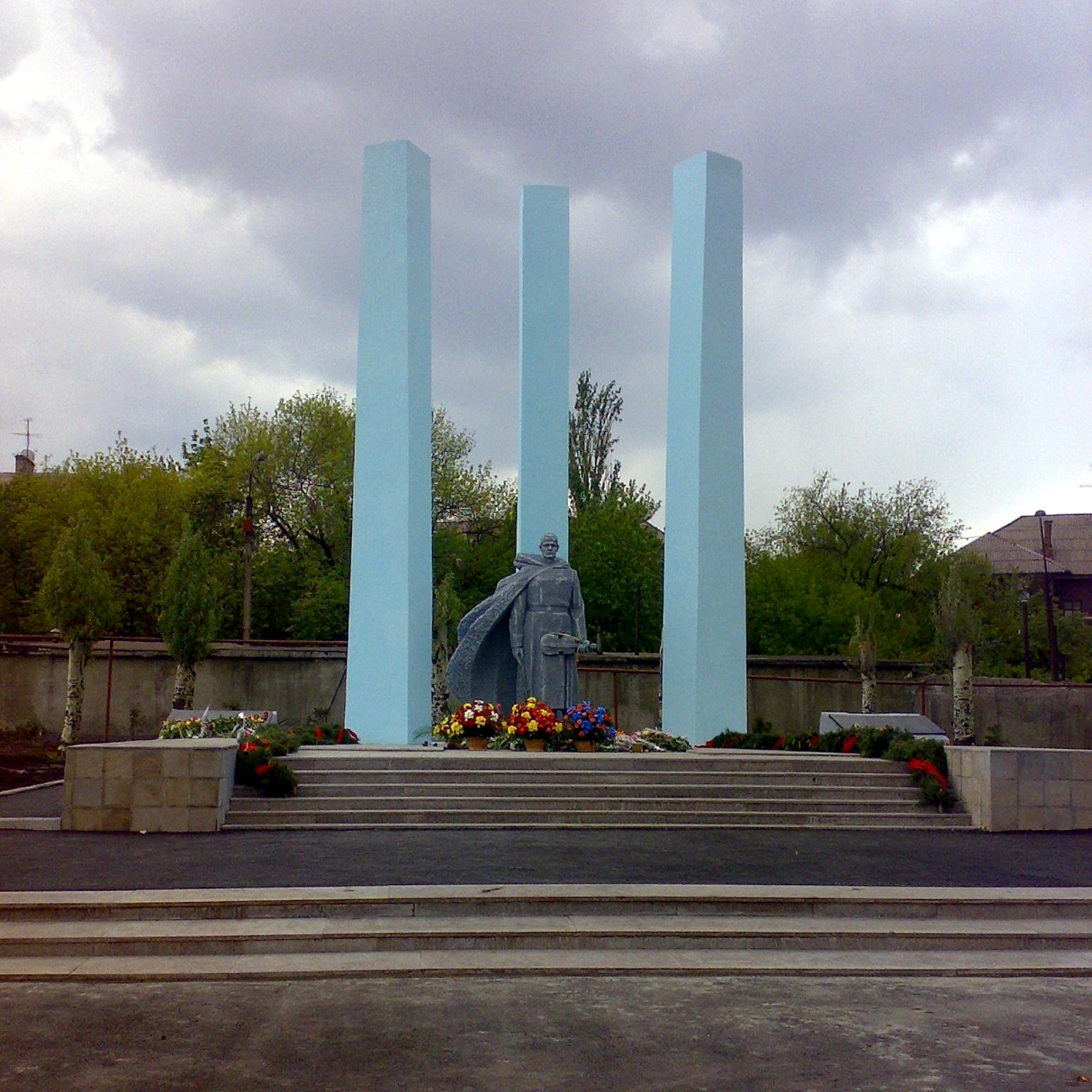
Меморіальний комплекс радянським воїнам у сквері ім. 50-річчя ВЛКСМ по вул. Горького
Обеліск

#### Післявоєнна відбудова
Після повторної окуппції міста радянськими військами почалася його відбудова за участю фахівців з інших частин СРСР (зокрема, відновлювальний загін з Челябінська). У 1943 році був створений спеціалізований будівельно-монтажний трест «Алчевськбуд». Прискореними темпами велася реконструкція промислових підприємств, відновлювальні роботи у місті.
За роки першої післявоєнної п'ятирічки (1946—1950) був досягнутий і перевершений довоєнний рівень промислового виробництва. Працівники  тресту «Алчевськбуд» побудували нові доменні і мартенівські печі, вальцювальні стани, коксові та хімічні цехи, підприємства будівельної індустрії, легкої та харчової промисловості тощо.
На місці старих збудовані фактично нові підприємства, а з ними й нове місто. Почали працювати великі підприємства будівельної індустрії — заводи будівельних конструкцій, залізобетонних виробів, великопанельного житлового будівництва, будівельних матеріалів, переробки шлаків тощо. Для задоволення потреб населення були побудовані хлібзавод, молокочарня, швейна та галантерейна фабрики, завод товарів народного споживання, відкрита перша в Луганській області тролейбусна мережа. Для розвитку соціальної сфери побудовані нові будівлі навчальних закладів, палаци культури, бібліотеки, кінотеатри, стадіони, спортивні зали та інші установи соціально-культурного призначення.

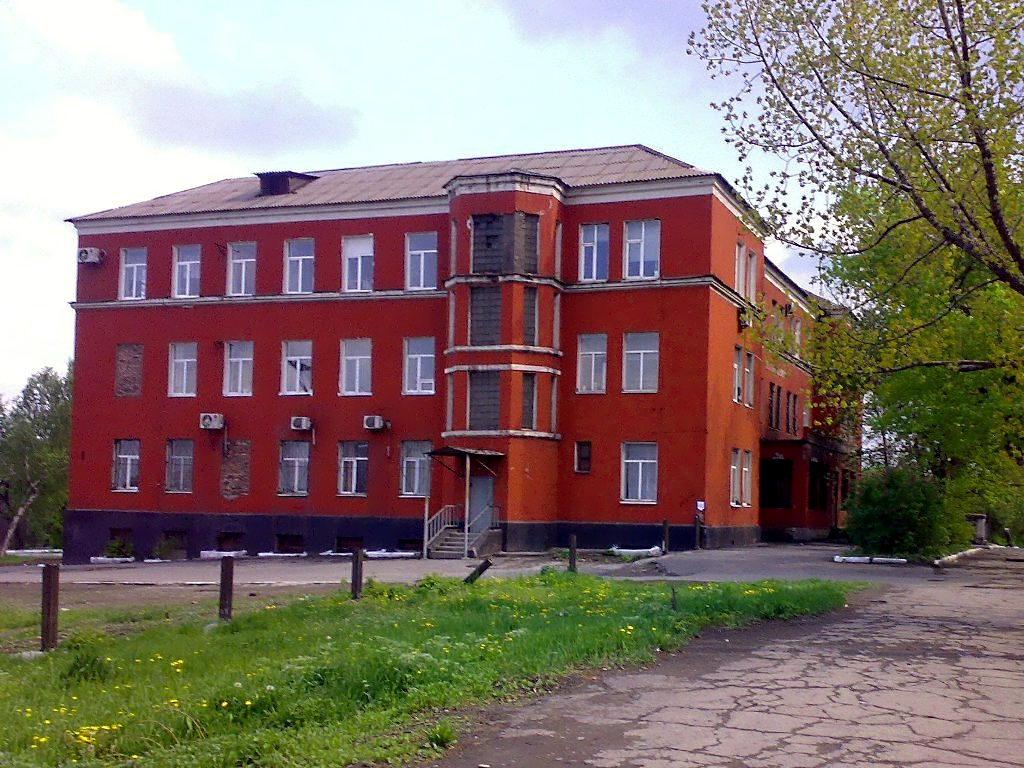
Будівля заводської поліклініки (вул. Кірова, 1)
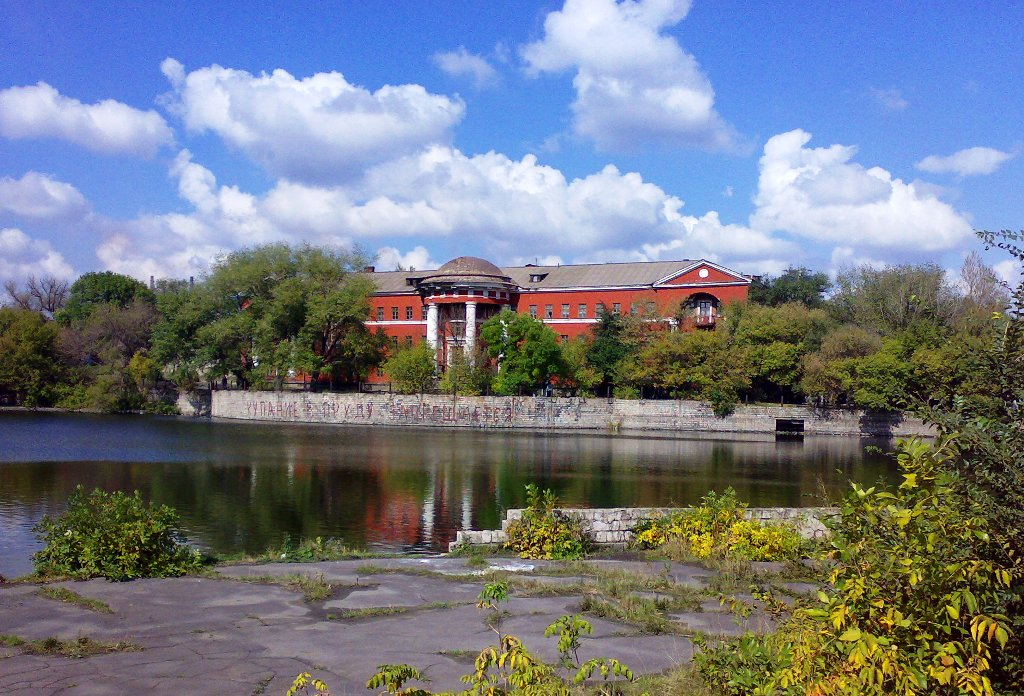
Головний корпус заводської лікарні
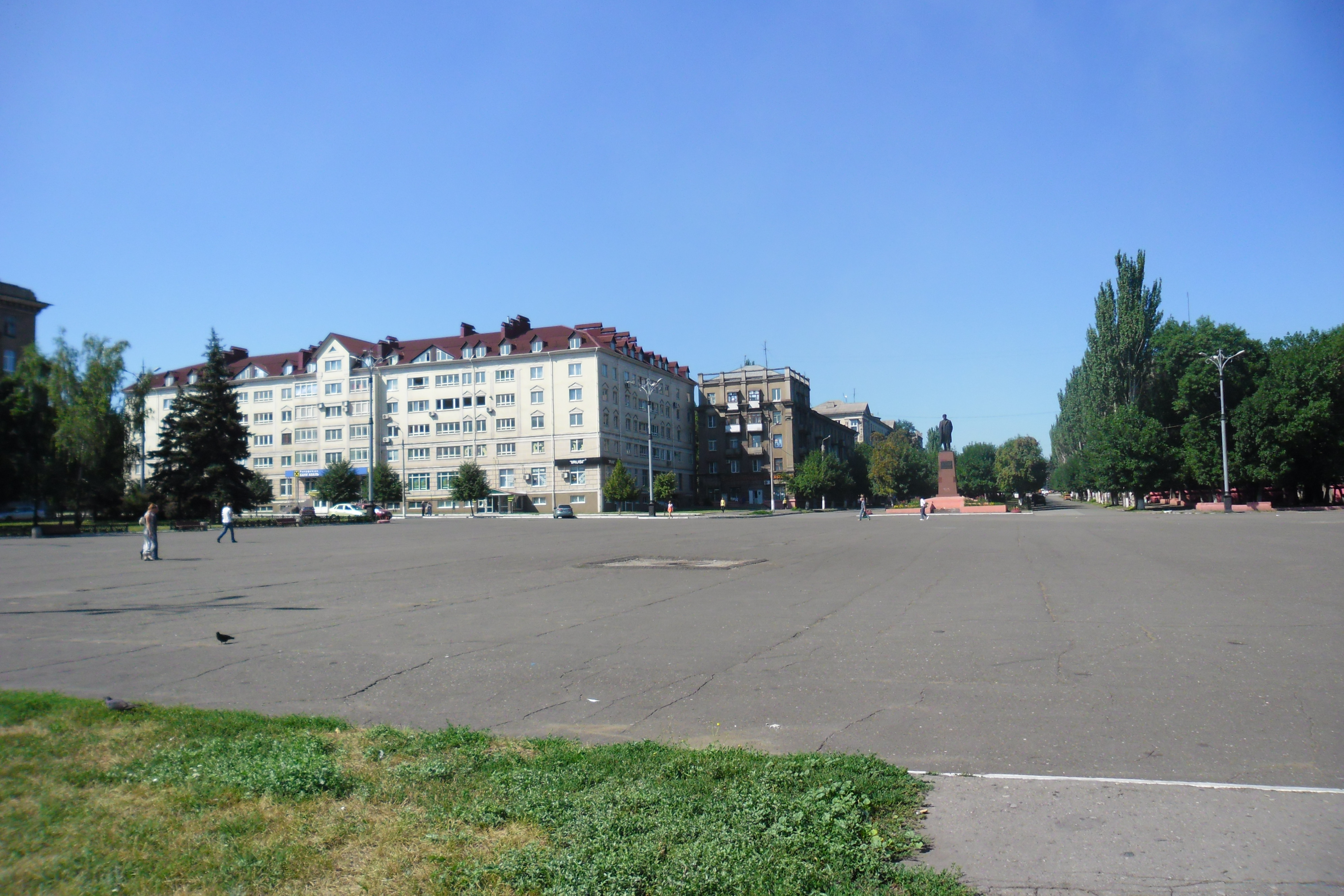
Центральна площа Алчевська (2013)
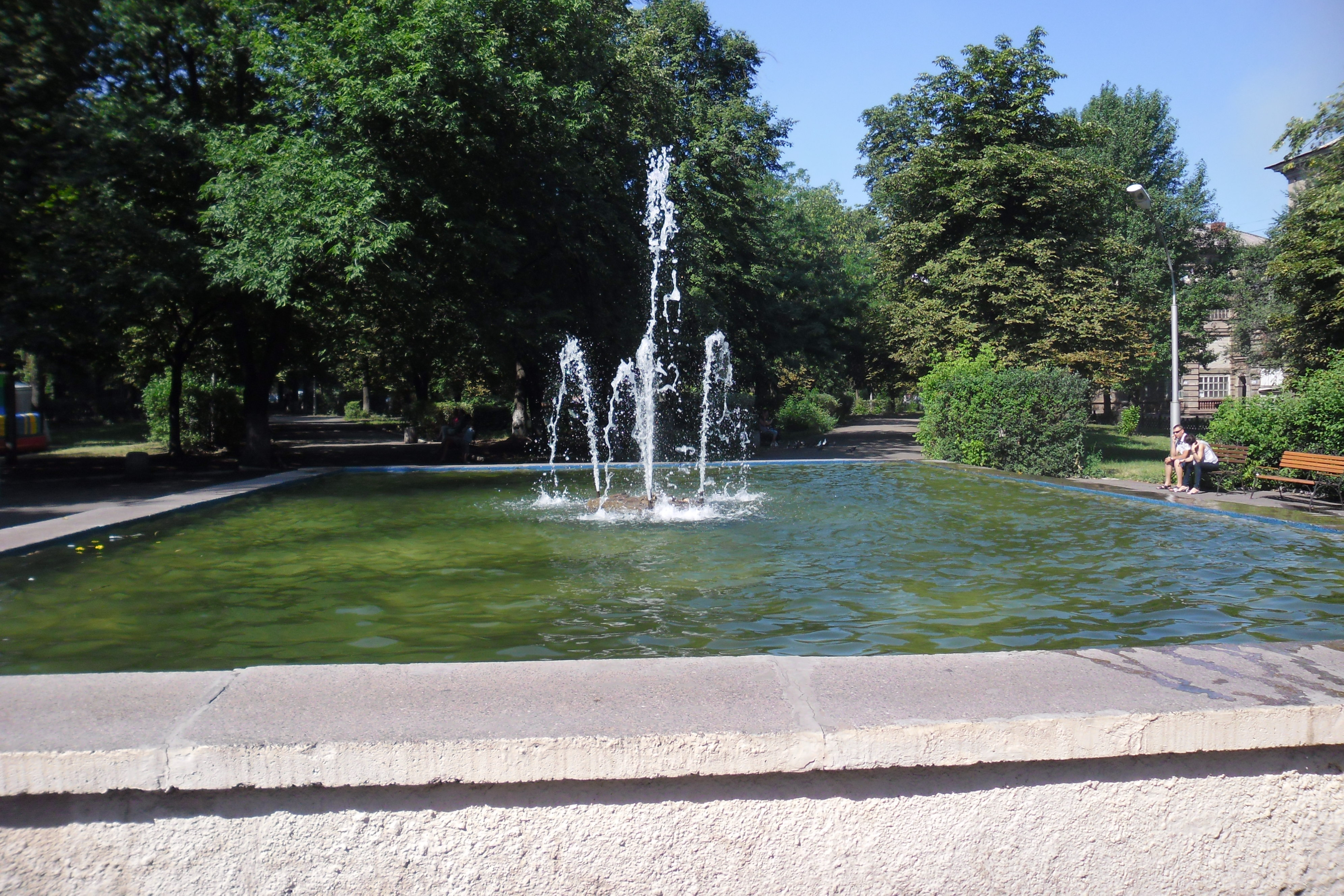
Фонтан (2013)

### Сучасність

#### Аварія тепломережі взимку (2006)
22 січня 2006 року системи опалення в місті практично повністю заморозилися. Внаслідок помилки комунальних служб, незважаючи на морози та припинення опалення, воду з труб не злили, через що замерзаюча вода їх розірвала. В результаті опалювальне обладнання у більшості алчевських будинків було виведено з ладу. Близько 60 тисяч мешканців міста опалювали власні оселі лише індивідуальними обігрівачами. Через декілька днів каналізаційні системи частково також почали заморожуватися. У місті була оголошена «надзвичайна ситуація державного рівня».
Кабінет Міністрів України прийняв масові заходи щодо захисту алчевців від надзвичайної ситуації. Інженерні команди з інших регіонів країни поступово відновили опалювальні прилади. Однак, станом на 11 лютого, десятки будинків ще не опалювалися. Сотні дітей разом зі своїми вчителями були евакуйовані на курорти і готелі в інші регіони України. За словами тодішнього голови обласної державної адміністрації Луганської області Геннадія Москаля, це було найгіршою антропогенною катастрофою в історії незалежної України.

### Російсько-українська війна (з 2014)
Весною 2014 року місто стало одним із осередків діяльності проросійських сил. Перші мітинги відбулися на початку березня, тоді ж проросійські активісти створили організацію «Алчевська гвардія». Згодом в їх осередку почали домінувати сепаратистські настрої, а дії стали набагато радикальнішими. 30 квітня 2014 року вони захопили будівлю мерії, зняли з неї прапор України та висунули міському голові вимогу організувати на території міста референдум на підтримку ЛНР.
5-7 березня 2014 року сепаратисти створили загони Алчевської «гвардії», яку очолив член КПУ, депутат Алчевської міської ради Микола Бойко (нар. 9 жовтня 1977 р,., уродженець міста Кадіївка),  згодом проголосив себе «народним мером» Алчевська. Також сепаратистський рух очолив депутат Алчевської міської ради від партії регіонів Владислав Дейнего (нар. 12 березня 1964 року).
У ніч з 4 на 5 квітня співробітниками «Альфи» СБУ під приводом допиту були затримані троє активістів «Алчевської гвардії»: Олександр Красько, Євген Верховод і Дмитро Солдатов. Представники проросійського руху за допомогою соцмереж зібрали мітинг протесту біля будівлі СБУ, в якому брали участь понад сотні осіб. Була перекрита центральна вулиця і висунуто вимогу звільнити затриманих. До протестуючих вийшов начальник Алчевського міського відділу УСБУ полковник Олег Есаулов (1968 року, уродженець міста Алчевськ, 26 травня 2014 року придбав квартиру в Києві, на той час як приміщення Алчевського відділу СБУ разом з його майном 6 червня 2014 року було захоплено сепаратистами з загону Олексія Мозгового). Есаулову вдалося вгамувати агресивно налаштований натовп. Вдень, після допиту, затримані були звільнені.
В Алчевську також діяли проукраїнські активісти, 2 травня 2014 року їм навіть вдалося на деякий час підняти на будівлю міської ради прапор України. Однак, у місті домінували проросійські сили, яким 11 травня 2014 року вдалося провести власний «референдум» та зірвати проведення президентських виборів, які мали відбутися 25 травня. В організації цих перших та ряду наступних акцій брали активну участь чимало жителів Алчевська, з них Солдатов Дмитро Володимирович (нар. 23 грудня 1954, м. Алчевськ), Верховод Євгеній Васильович (нар. 17 грудня 1985, м. Алчевськ), Дубина Владислав Віталійович (нар. 31 жовтня 1965, м. Алчевськ, очолив бандформування «Дружина Олександра Невського»), Михайлов Денис Євгенович (нар. 18 лютого 1979, м. Алчевськ), а також Литвинюк Сергій Євгенович (нар. 6 грудня 1975, с. Ковалівка Миколаївської області, згодом став мешканцем Алчевська), і його мати Литвинюк Галина Тимофіївна (нар. 5 листопада 1946, прописана у м. Алчевськ), які нині переховуються від правоохоронних органів України на території РФ. Спонсором сепаратизму був Давиденко Руслан Володимирович (нар. 27 травня 1973, м. Алчевськ).
6 червня 2014 року озброєними людьми була захоплена будівля місцевого відділення СБУ, таким чином на початок червня Алчевськ повністю перейшов під контроль сепаратистів, а саме так званих, донських козаків. Начальник Алчевського міського відділу УСБУ полковник СБУ Олег Есаулов з Алчевська, за твердженням алчевського блоґера Галини Литвинюк, разом з родиною перебрався до Києва, де придбав квартиру. Під час активної фази бойових дій, боїв у самому місті не було, однак місто все ж таки зазнало пошкоджень.
23 серпня 2014 року деякі ЗМІ повідомляли, що через обстріл газорозподільчої станції Алчевськ залишився без газу, але перебоїв з газопостачанням ані в місті, ані на металургійному комбінаті помічено не було.
28 серпня 2014 року, вранці, район вулиць Волгоградської та Гмирі потрапив під обстріл терористів РСЗВ, внаслідок чого одна жінка загинула та ще 9 осіб дістали поранення, крім того були пошкоджені вікна та покрівлі багатоповерхівок, приватних будинків і транспорту.
Місто та його околиці, під час боїв за Дебальцеве, використовувалися підрозділами сепаратистів як плацдарм для наступу на українські війська, що обороняли Дебальцевський виступ. Згодом Алчевськ перейшов під контроль бригади «Прізрак», якою командував Олексій Мозговий. Війна негативно позначилася на соціально-економічній ситуації в Алчевську. На початку 2017 року припинило роботу найбільше підприємство міста — Алчевський металургійний комбінат, а з грудня 2017 року металургійний комбінат повністю перейшов під контроль бойовиків.
30 липня 2022 року СтратКом ЗСУ повідомив про знищення російського складу з боєприпасами в Алчевську.
У тимчасово захопленому Алчевську Луганської області російські загарбники розмістили банер «Алчевці — герої радянського ордена Слави» з іменами уродженців міста Миколи Бабаніна та Петра Липовенка. Однак на світлинах розмістили зображення світових знаменитостей Ештона Кутчера та Джонні Деппа. Користувачі соціальних мереж бурхливо зреагували на ще один фейк окупантів, які фото акторів із Голлівуду видали за світлини захисників міста. Вони відредагували знімки, додали радянську військову форму та підписали іменами реальних радянських героїв.

## Адміністрація
21 березня 2013 року Верховна Рада України призначила на 2 червня 2013 року позачергові вибори міського голови у м. Алчевську.

## Населення
За даними перепису 1989 року в місті проживало 125 тисяч осіб.
Національний склад: 50,2 % (63 000 осіб) — росіяни, 45,7 % (57 400) — українці, 4,1 % — білоруси, татари, євреї, вірмени, молдовани, поляки, цигани, грузини і представники інших національностей.
За даними перепису 2001 року в Алчевську проживало 119 тисяч осіб.
Станом на 2010 рік в Алчевську проживало 113 тисяч осіб.

### Національний склад
Національний склад населення за даними перепису 2001 року:
| Національність  | Відсоток |
| --------------- | -------- |
| українці        | 51,57 %  |
| росіяни         | 44,69 %  |
| білоруси        | 1,1 %    |
| вірмени         | 0,4 %    |
| татари          | 0,38 %   |
| євреї           | 0,18%    |
| азербайджанці   | 0,18 %   |
| грузини         | 0,15 %   |
| молдовани       | 0,11 %   |
| поляки          | 0,11 %   |
| інші/не вказали | 1,13 %   |

### Мовний склад
Розподіл населення за рідною мовою за даними перепису 2001 року:
| Мова            | Кількість | Відсоток |
| --------------- | --------- | -------- |
| російська       | 99136     | 83,58 %  |
| українська      | 18100     | 15,26 %  |
| білоруська      | 167       | 0,14 %   |
| вірменська      | 142       | 0,12 %   |
| циганська       | 118       | 0,1 %    |
| румунська       | 33        | 0,03 %   |
| німецька        | 13        | 0,01 %   |
| польська        | 11        | 0.01%    |
| інші/не вказали | 891       | 0,75 %   |
| Всього:         | 118611    | 100 %    |

- Через бойові дії та тимчасову окупацію, починаючи з 2014 року, місто покинула значна частина населення, що не відображала державна статистика через відсутність контролю над територією. За дослідженням, проведеним у вересні 2015 року, місто залишила чверть довоєнного населення. Кількість жителів у місті складала 82 370 осіб[29].

## Економіка

### Промисловість
У місті розташовані два промислових гіганти українського масштабу:
- Алчевський металургійний комбінат
- Алчевський коксохімічний завод

Загальний обсяг реалізованої продукції у місті (станом 2008 рік) — 20,8 млрд грн, (2009) — 14,6 млрд грн.
Крім того у місті працювало чимало підприємств харчової та легкої промисловості, сфери послуг.

### Енергетика
У 1972 році почалася газифікація міста з підключення металургічного комбінату, а вже з 1974 року і побутових споживачів.
Теплопостачання міста майже повністю забезпечували дві котельні «Східна» та «Заводська».
Місто на 100 % електрифіковано. Електропостачання здійснюється від підстанцій «Алчевська-220», «Паркомуна-110», «Лиман-35» та частково від енергосистеми металургійного комбінату. У 2013 році при металургійному комбінаті введена в експлуатацію промислова теплоелектростанція.

## Транспорт
Міський:
Пасажирські перевезення містом забезпечуються приватними автобусними маршрутами (рухомий склад складав близько 35 одиниць на 17 маршрутах).
Тролейбус:

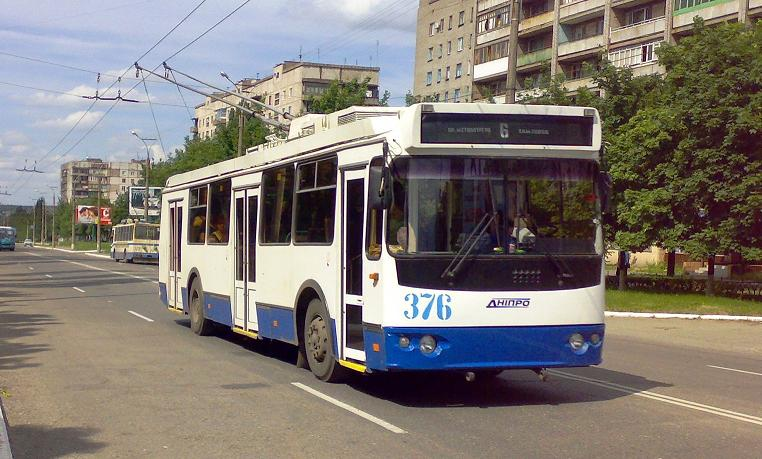
Тролейбус Дніпро Е187 (№ 376) на маршрут № 6 по вул. Гмирі

26 вересня 1954 року в Алчевську була відкрита перша в Луганській області тролейбусна мережа. Наприкінці 1990-х років до тролейбусу почали здійснювати перевезення пасажирів приватні маршрутні таксі.
Станом на 1 лютого 2017 року в місті працювали 14 тролейбусів на 8 маршрутах.
Колишні тролейбусні маршрути:
- № 3 — Автовокзал № 2 — Залізничний вокзал
- № 4 — Депо 2 — Прокат
- № 6 — Проспект Металургів — Хімзавод
- № 8 — Квартал 58 — Залізничний вокзал
- № 8А — Депо № 2 — Залізничний вокзал
- № 9 — Вулиця Волгоградська — Прокат
- № 10 — Залізничний вокзал — с-ще Адміністративне
- № 11 — Вулиця Волгоградська — Хімзавод.

Через хронічні проблеми, типові для електротранспорту України, відбувалося скорочення випусків на маршрути з 1995 до 2013 роки. У 2018 році, через окупацію міста,  тролейбусний рух зазнав значних втрат.
16 липня 2022 року став останнім робочим днем. Ввечері, в результаті обстрілу, було пошкоджено депо та останні робочі тролейбуси.. Перед закриттям діяло 5 тролейбусних маршрути з випуском 5-7 тролейбусів, загальна протяжність контактної мережі складала близько 60 км.
Приміський:
Приміські перевезення переважно здійснюються автобусами:
- Автостанція біля центрального ринку.
- Маршрутні таксі до міст Брянка та Кадіївка — від вул. Горького (район центрального ринку).
- Автобуси до Ісаківського водосховища — від кільця проспекту Металургів.

Міжміський:

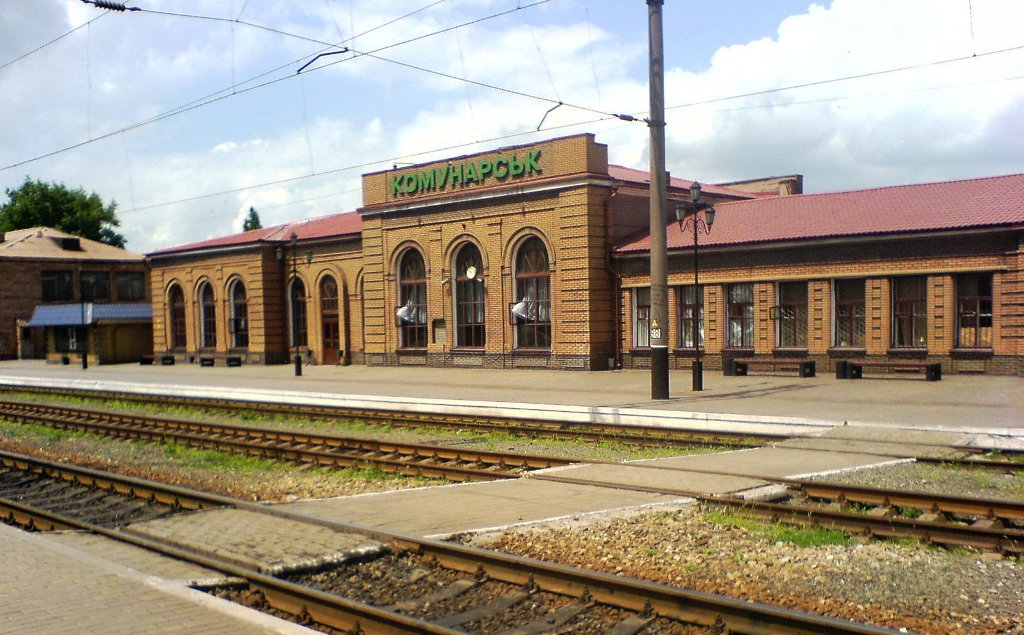
Вокзал станції Алчевськ (до 17 січня 2025 року — Комунарськ)

Міжміські пасажирські перевезення здійснюються автобусами та залізницею:
- Залізничний вокзал станції Алчевськ Донецької залізниці наразі функціонує лише як станція приміського сполучення та для вантажних поїздів. Поїзди далекого сполучення тимчасово скасовані 3 2014 року, внаслідок оголошення проведення АТО.
- Автовокзал розташований на автошляху міжнародного значення М30E40 — автобусне сполучення здійснюється наразі лише з містами Донецьк, Луганськ, Ростов-на-Дону тощо. До повномасштабного російського вторгнення в Україну автобусне сполучення здійснювалося на підконтрольну українській владі територію лише через КПВВ «Майорське».
- Маршрутні таксі до міста Луганська — від кільця проспекту Металургів та від вулиці Горького (район центрального ринку).
- Приватний вертодром — поруч із заводоуправлінням Алчевського металургійного комбінату — з 2014 року не функціонує.

## Освіта

### Дошкільна освіта
- 25 дошкільних навчальних закладів.

### Середня освіта
- 7 середніх загальноосвітніх шкіл;
- 3 навчально-виховних комплекси;
- 1 приватна школа;
- 2 середні спеціалізовані школи:
  - з поглибленим вивченням іноземної мови з першого класу (СШ № 1);
  - з поглибленим вивченням предметів фізико-математичного циклу[недоступне посилання з червня 2019];
- 4 гімназії:
  - Алчевська гімназія (АГ, раніше СШ № 9);
  - Алчевська гуманітарна гімназія (АГГ, раніше АУГГ, СШ № 16);
  - Алчевська соціально-економічна гімназія (АСЕГ, раніше СШ № 2);
  - Алчевська інформаційно-технологічна гімназія (АІТГ, раніше СШ № 4);
- Міжшкільний навчально-виробничий комбінат (МНВК).

### Позашкільна освіта
- 2 музичні школи;
- 1 художня школа;
- 2 спортивні школи;
- Алчевський центр дитячої та юнацької творчості (АЦДЮТ);
- Алчевський центр науково-технічної творчості учнівської молоді (АЦНТТУМ);
- Алчевський центр еколого-натуралістичної творчості учнівської молоді (АЦЕНТУМ);
- Алчевський дитячо-юнацький центр туризму, екскурсій і краєзнавства (АДЮЦТЕК);
- Мережа дитячо-юнацьких клубів (ДЮК) з мистецьким, технічними, спортивними та іншими групами.

### Професійно-технічна освіта
- Алчевський професійний металургійний ліцей (АПМЛ);
- Алчевський професійний торгово-кулінарний ліцей (АПТКЛ);
- Вище професійне училище № 40 (ВПУ № 40);
- Індустріальний технікум (ІТ ДонДТУ).

### Заклад вищої освіти
- Донбаський державний технічний університет (ДонДТУ) — в місті залишився лише навчальний комплекс, проте університет тимчасово переїхав у листопаді 2014 року до міста Лисичанськ до повномасштабного російського вторгнення в Україну. Фактично, навчання проводилося в обох містах, у Лисичанську видавали українські дипломи, а в Алчевську — самопроголошеної «ЛНР».

## Культура
У 1967 році заснований Міський історичний музей.

## Відомі особи

### Уродженці міста
- Бублейник Людмила Василівна (1934—2013) — доктор філологічних наук, професор.
- Гайко Геннадій Іванович — український вчений-гірник, доктор технічних наук.
- Губанов Кирило Борисович (1988-2022) — лейтенант Збройних сил України, учасник російсько-української війни.
- Долженко Михайло Олександрович (1989—2016) — солдат Збройних сил України, учасник російсько-української війни.
- Дяченко Віктор Костянтинович — український баяніст, заслужений працівник культури України.
- Каплієнко Ніна Германівна. — співачка сопрано.
- Козлов Володимир Володимирович (нар. 1951) — український живописець, графік.
- Коломієць Федір Федорович (1981—2014) — боєць 24-го батальйону територіальної оборони «Айдар» (загинув у бою під Луганськом).
- Кошовий Євген Вікторович — учасник студії «Квартал-95»
- Литвинов Федір Олександрович (1912—1989) — український радянський графік.
- Немченко Євген Костянтинович (1906—1970) — радянський і російський актор театру і кіно, кінорежисер.
- Нестеренко Микола Васильович (нар. 1926) — український живописець.
- Плехов Микола Дмитрович (1902—1969)— радянський архітектор.
- Санкова Крістіна (нар. 1996) — українська художня гімнастка.
- Чернявський Костянтин Михайлович (1920—2008) — український графік.

### Проживав
- Грушевський Лев Григорович — юрист, небіж Михайла Грушевського.

### Перебував
- Параджанов Сергій Йосипович — відбував ув'язнення у місцевій «колонії».

## Міста-побратими
- Дунауйварош (Угорщина)
- Домброва-Гурнича (Польща)
- Ереглі (Туреччина)
- Кам'янське